# Территория, подчинённая Евпаторийскому городскому совету
Территория, подчинённая Евпаторийскому городскому совету (также Евпаторийский горсовет; укр. Євпаторійська міськрада, крымскотат. Kezlev şeer şurası, Кезлев шеэр шурасы) — административно-территориальная единица, подчинённая Евпаторийскому городскому совету, в составе Автономной Республики Крым Украины (фактически до 2014 года); ранее до 1991 года — в составе Крымской области УССР в СССР, до 1954 года — в составе Крымской области РСФСР в СССР, до 1945 года — в составе Крымской АССР РСФСР в СССР.
Административный центр (месторасположение горсовета) — город Евпатория.
Де-факто, территория реорганизована в городской округ Евпатория и находится под управлением России.

## История
Территория, подчинённая Евпаторийскому городскому совету, первоначально включала единственный населённый пункт — город Евпатория, обладавший статусом города республиканского (с 1945 года — областного) значения и не входивший в Евпаторийский район.
В 1963 году был упразднён Евпаторийский район в Крымской области УССР. Его территория была передана частично в Сакский район, частично была подчинена Евпаторийскому горсовету.
К 2014 году горсовет включал в себя, помимо собственно города Евпатории, также три посёлка: Заозёрное (до 1948 года —— Ялы-Мойнак), Новоозёрное и Мирный (каждый из них имел также свой поселковый совет).
После аннексии Крыма Российской Федерацией в рамках созданного в России территориального деления Республики Крым, вместо территории горсовета был создан городской округ Евпатория.
17 июля 2020 года парламент Украины, не признающий аннексию Крыма Россией, принял постановление о новой сети районов в стране, которым предполагается объединить Сакский и Черноморский районы, реорганизовать Сакский и Евпаторийский горсоветы в Евпаторийский район, однако данное изменение не вступает в силу в рамках украинского законодательства до «возвращения Крыма под общую юрисдикцию Украины»:

Создать:
…
Евпаторийский район (с административным центром в городе Евпатории) на территории, административно подчинённой городскому совету города Евпатории, территории Сакской городской территориальной общины и территориях, входивших в состав Сакского, Черноморского районов до дня принятия данного Постановления;
Оригинальный текст (укр.)Утворити:

...
Євпаторійський район (з адміністративним центром у місті Євпаторія) у складі території, що адміністративно підпорядкована міській раді міста Євпаторія, території Сакської міської територіальної громади та територій територіальних громад, що входили до складу Сакського, Чорноморського районів до дня прийняття цієї Постанови;

## Население
Численность наличного населения по Евпаторийскому горсовету на 1 февраля 2013 г. составила 123 481 человек, постоянного — 120 489 человек.

По данным всеукраинской переписи населения 2001 года, в населении присутствовали следующие этнические группы (численностью более 200 человек):
- русские — 64,9 %
- украинцы — 23,3 %
- крымские татары — 6,9 %
- белорусы — 1,5 %
- армяне — 0,5 %
- евреи — 0,4 %
- татары — 0,2 %
- поляки — 0,2 %
- молдаване — 0,2 %
- азербайджанцы — 0,2 %

Население Евпаторийского городского совета с 1926 по 2013 гг.
| Год   | Население |
| ----- | --------- |
| 1926* | 37 500    |
| 1939* | 42 300    |
| 1959* | 44 000    |
| 1970* | 89 000    |
| 1979* | 100 000   |
| 1989* | 113 400   |
| 1991  | 117 200   |

| Год   | Население |
| ----- | --------- |
| 1995  | 123 000   |
| 1996  | 127 700   |
| 2001* | 133 100   |
| 2009  | 123 392   |
| 2010  | 123 147   |
| 2012  | 123 449   |
| 2013  | 123 465   |